# François de Malherbe
François de Malherbe (Caen, 1555 – Parigi, 16 ottobre 1628) è stato un poeta e scrittore francese.
Di nobili origini, a 19 anni entra in contatto con Enrico d'Angoulême, figlio naturale di Enrico II e grande priore di Francia. Combatte nei ranghi della Ligue Catholique, prima di sposarsi e di stabilirsi a Aix-en-Provence. Nel 1605 redige le Istruzioni di François de Malherbe a suo figlio e la Preghiera per il Re in viaggio per il Limosino. Il re Enrico IV ne rimane affascinato e decide di nominarlo poeta ufficiale e gentiluomo della camera del Re. Non scrive manifesti programmatici, ma nelle sue opere è chiaro l'intento di superare i modelli del manierismo e del barocco, e in particolare la poetica della Pléiade. A tal scopo propone uno stile in cui la chiarezza provenga dalla logica, come riteneva fosse giusto per tutte le opere d'ingegno, e a cui si aggiunga la semplicità e il buon senso. Per questo può essere considerato primo teorico del classicismo e riformatore della lingua francese, nonché ispiratore dell'Académie française, che vede tra i suoi fondatori, nel 1635, parenti e discepoli di Malherbe quali Racan, Maynard, d’Arbaud de Porchères e de Cauvigny de Colomby. Gli ultimi anni della sua vita sono offuscati dalla morte del figlio Marc-Antoine in duello. Muore a Parigi il 16 ottobre 1628 e viene sepolto nella chiesa di Saint-Germain l'Auxerrois.

## Biografia

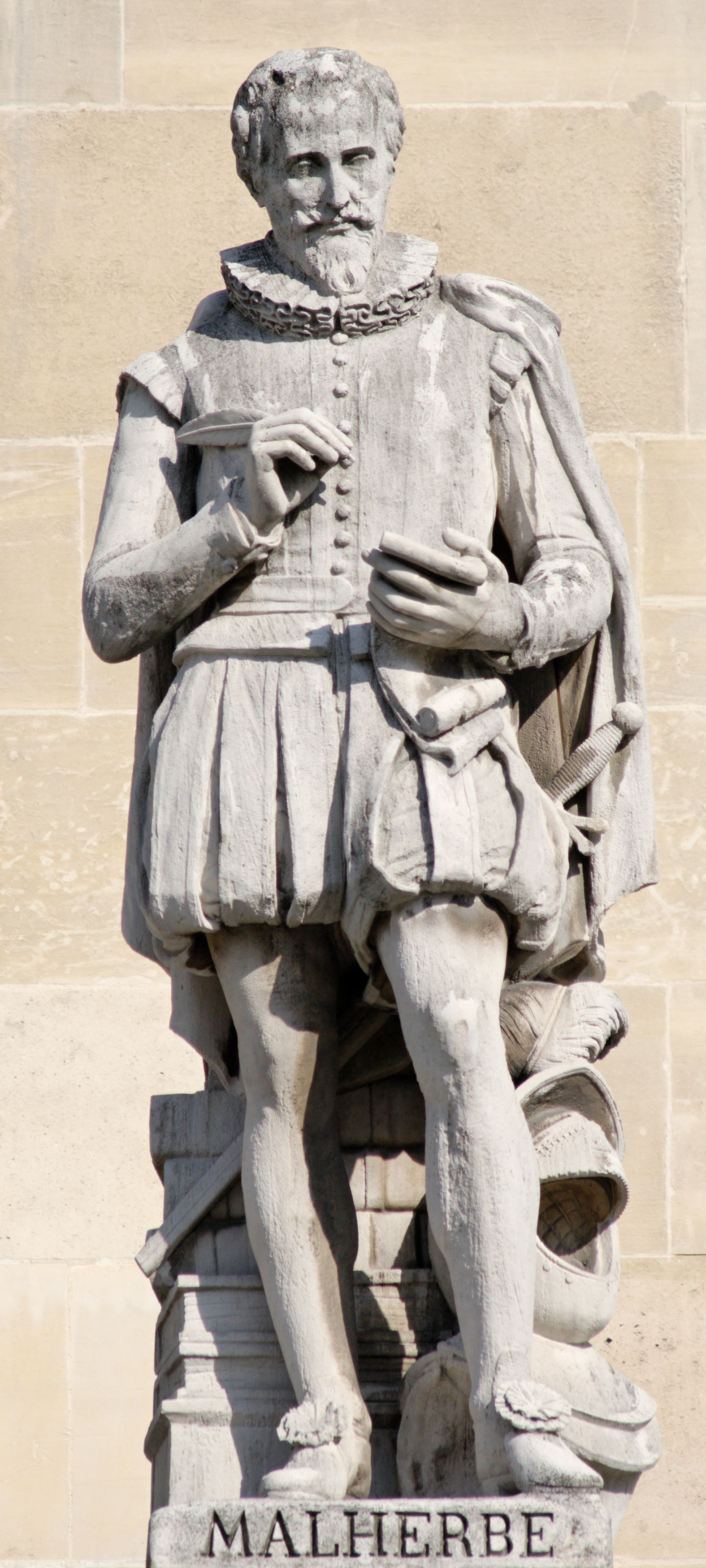
Statua di Malherbe nella corte interna del Louvre

François de Malherbe nasce a Caen nel 1555, figlio di François de Malherbe, signore d'Igny e consigliere del re, e di Louyse Le Valloys. Non sono note né la data né il luogo esatto di nascita, probabilmente nel maniero di famiglia di Arry (a 15 chilometri da Caen) o forse a Caen stessa. Tra il 1571 e il 1573 inizia gli studi sotto la direzione del calvinista Richard Dinoth (il padre è un fervente protestante), in seguito conclude la sua formazione a Basilea e Heidelberg. Durante la sua giovinezza a Caen fa parte di un cenacolo poetico animato da Vauquelin de la Fresnaye; in occasione di questi incontri scrive i suoi primi versi dedicandoli a «la Cercle», isolotto formato dai fiumi costieri dell'Orne e dell'Odon, presso la città natale.
Nel 1576 arriva a Parigi per raggiungere degli amici installati alla corte del re, in tal modo può fare conoscenza con Enrico d'Angoulême, figlio naturale di Enrico II e grande priore di Francia, che segue durante l'assedio di Ménerbes, piccola città ai piedi del massiccio del Lubéron, occupata dai protestanti. In seguito decide di trasferirsi ad Aix-en-Provence, dove nel 1581 sposa Magdeleine de Coriollis, figlia del Presidente del Parlamento di Provenza. Nel 1585 il primo figlio Henri viene battezzato con rito cattolico, segnando la definitiva conversione del poeta agli ideali della Ligue Catholique.
Tra il 1585 e il 1605 si sposta frequentemente tra Caen e Parigi, viene inoltre nominato consigliere di Caen. È in questo periodo che compone le opere «Aux ombres de Damon», «Les Larmes de Saint-Pierre», la «Consolation à Monsieur Périer» e la «Ôde à la Reine sur sa bienvenue en France», in onore di Maria de' Medici. Nel 1600, dopo la morte dei primi tre figli, nasce Marc-Antoine, che tuttavia non sopravviverà al padre.
Nel 1605 scrive le «Instruction de François de Malherbe à son fils» e la «Prière pour le Roi allant en Limousin», il re Enrico IV riconosce il suo valore e lo nomina poeta ufficiale e gentiluomo della camera del Re. Tra il 1606 e il 1622 viaggia spesso tra Caen e la Corte, dedica a Maria de' Medici, divenuta reggente dopo l'assassinio di Enrico IV nel 1610, il «Ballet de Madame» e «À la Reine, sur les heureux succès de la Régence», e al figlio Luigi XIII «Pour les arcs triomphaux dressés à l'entrée de Louis XIII». Deve anche ricorrere alle sue amicizie altolocate per difendere il figlio entrato in contrasto con il giovane ufficiale Fortia de Piles, futuro genero del barone Jean-Baptiste de Covet.
Nel 1624 Marc-Antoine uccide in duello Raymond Audebert, un borghese originario di Aix, e il padre deve ancora intervenire in suo aiuto scrivendo una lettera di grazia al Cardinale di Richelieu intitolata «À Monseigneur le Cardinal de Richelieu». François riesce a nascondere il figlio in Normandia, ma il 10 ottobre il Parlamento condanna Marc-Antoine a morte per decapitazione. Nel 1626 Malherbe ottiene la lettera di grazia per il figlio, che decide di stabilirsi ad Aix. Nel 1627 Marc-Antoine incontra nuovamente Fortia de Piles in procinto di sposare la figlia del barone de Covet, e in seguito a nuovi screzi il 13 luglio viene ucciso da questi con l'aiuto del cognato Gaspard de Covet. Malherbe, dopo aver già fatto ricorso a Luigi XIII e a Richelieu per proteggere il figlio, scriverà agli stessi «Sur la mort du fils de l'auteur», con lo scopo di farsi giustizia. Ormai inconsolabile non sopravvive che quindici mesi e muore a Parigi il 6 ottobre 1628. Ha l'onore di essere sepolto nella chiesa di Saint-Germain l'Auxerrois, la cosiddetta chiesa degli artisti di fronte al Palazzo del Louvre.

## Apporto poetico e linguistico
Per Malherbe il primo stimolo alla poesia non è la tradizione umanistica italiana né l'antichità classica, alla quale attingevano il manierismo e il barocco in voga ai suoi tempi, ma la corte e i rapporti cortesi; ed è per questo che riesce a raggiungere la massima perfezione stilistica anche in brani altrimenti minori, come una richiesta di grazia o il testo di un balletto di corte.
L'opera della sua vita è stata quella di «depurare e disciplinare» la lingua francese, e in un certo senso ha anticipato e ispirato l'istituzione che ancora oggi si occupa di questo, ovvero l'Académie française. Per la chiarezza e la compostezza dei suoi fu riconosciuto come un maestro già nel XVII secolo e le sue opere ristampate innumerevoli volte durante l'Ancien Régime.
L'onore che gli testimoniò Boileau («Finalmente arrivò Malherbe …,») esprime in pieno il debito che provarono verso di lui gli scrittori classici, al punto che ancora oggi nel francese colto questa frase esprime la soddisfazione per la venuta di un progresso o di una riforma.
Tuttavia la perfezione stilistica delle sue opere non si riflette in un atteggiamento arido e distaccato, al contrario Malherbe è uno scrittore vivace e appassionato, che sa anche rivolgersi con sarcasmo perfino al re:
Tallemant des Réaux, che lo descrisse come «scortese e maleducato», ha ben dipinto il carattere «maniaco» della sua ossessione per la purezza della lingua. Diceva di lui a proposito dei suoi nemici: «se solo volesse, farebbe con i loro errori dei libri ben più spessi dei loro libri stessi». È così che molti rifiuteranno sempre di sottomettere i loro scritti alla sua approvazione perché «non era che un tiranno, e mortificava lo spirito delle persone». Tuttavia non mancava chi si arrischiava in un tale tentativo, l'aneddoto vuole ad uno scrittore che osò mostrargli una brutta poesia che aveva per titolo POUR LE ROI, rispondesse che non c'era che da aggiungere: POUR SE TORCHER LE CUL, e il senso è chiaro una volta che si noti che il verbo «torcher» vuol dire strofinarsi. E ancora che «un'ora prima di morire, si risvegliò come di soprassalto da un grande assopimento, per riprendere la donna che si prendeva cura di lui, poiché a suo dire aveva utilizzato una parola che era del buon francese; e dal momento che il suo confessore lo rimproverò per questo atteggiamento, gli rispose che non aveva potuto farne a meno e che aveva voluto fino alla morte mantenere la purezza della lingua francese.»
A volte è un sentimento di pessimismo e inutilità che lo coglie, forse anche sulla spinta emotiva della triste vicenda del figlio:

## Citazioni

### DallaConsolation à M. du Périer
(Consolation à M. du Périer, François de Malherbe)
Questi versi celebri meritano una spiegazione: inizialmente Malherbe aveva scritto «Rosette a vécu…», utilizzando il nome della figlia di du Périer. La modifica - molto felice - dei versi per creare l'apposizione («Rose, elle a vécu…») testimonia la cura incessante per la perfezione manifestata da Malherbe. Per la cronaca, quando l'autore pubblicò questa Consolazione, du Périer aveva già avuto il tempo di risposarsi e d'avere due altri figli.
Composti verso il 1600, questi versi sono tra i più melodiosi della poesia francese e non possono non essere comparati se non con quelli dalla celebre «Ode à Cassandre» di Pierre de Ronsard: « Mignonne, Allons voir si la rose...». Tuttavia per il lettore italiano, il richiamo più diretto sono i versi «E come tutte le più belle cose | vivesti solo un giorno | come le rose» tratti da La canzone di Marinella di De André.

### DallaPrière pour le Roi Henri le Grand
(Prière pour le Roi Henri le Grand, François de Malherbe)

### Sonetto «Sur la mort du fils de l'auteur»
Que mon fils ait perdu sa dépouille mortelle,

Ce fils qui fut si brave et que j'aimai si fort,

Je ne l'impute point à l'injure du sort,

Puisque finir à l'homme est chose naturelle;

Mais que de deux marauds la surprise infidèle

Ait terminé ses jours d'une tragique mort,

En cela ma douleur n'a point de réconfort,

Et tous mes sentiments sont d'accord avec elle.

O mon Dieu, mon Sauveur, puisque, par la raison

Le trouble de mon âme étant sans guérison,

Le vœu de la vengeance est un vœu légitime,

Fais que de ton appui je sois fortifié:

Ta justice t'en prie, et les auteurs du crime

Sont fils de ces bourreaux qui t'ont crucifié.
«Che mio figlio abbia perduto la sua spoglia mortale, | Questo figlio che fu così coraggioso e che amai così tanto, | Non ne do la colpa alle offese del destino, | Poiché morire per l'uomo è cosa naturale; || Ma che la vile trappola di due canaglie, | Abbia messo fine ai suoi giorni con una morte tragica, | In questo il mio dolore non trova conforto, | E tutti i miei sentimenti sono in accordo con esso. || O mio Dio, mio Salvatore, poiché, per la ragione | Il tormento della mia anima non può guarire, | Il desiderio di vendetta è un desiderio legittimo, || Fa che il tuo sostegno mi dia forza: | Compi la tua giustizia, e [ricorda che] gli autori del crimine | Sono i figli di quegli assassini che ti hanno crocifisso.»

## Malherbe e Caen
Gli abitanti di Caen non hanno mai smesso di celebrare Malherbe come una delle loro glorie cittadine, tanto è vero che allo scrittore non solo sono intitolate vie e scuole, ma persino la locale squadra di calcio, lo Stade Malherbe Caen.

## Opere in rete
- Œuvres de Malherbe. Éd. revue sur les autographes, les copies les plus authentiques et les plus anciennes impressions et augm. de notices, de variantes, de notes, d'un lexique des mots et locutions remarquables, d'un portrait, d'un fac-similé, recueillies et annotées par Ludovic Lalanne, Tome premier, Tome deuxième, Tome troisième, Tome quatrième, Tome cinquième, Paris, Hachette, 1862